# 小柴昌俊
小柴 昌俊（こしば まさとし、1926年〈大正15年〉9月19日 - 2020年〈令和2年〉11月12日）は、日本の物理学者、天文学者。
勲等は勲一等。正三位。学位はPh.D.（ロチェスター大学・1955年）、理学博士（東京大学・1967年）。東京大学特別栄誉教授・名誉教授、東海大学特別栄誉教授、杉並区立桃井第五小学校名誉校長、日本学術会議栄誉会員、日本学士院会員、文化功労者。血液型はA型。
シカゴ大学研究員、東京大学原子核研究所助教授、東京大学理学部教授、東京大学高エネルギー物理学実験施設施設長、東海大学理学部教授、財団法人平成基礎科学財団理事長などを歴任した。

## 生涯
愛知県生まれの物理学者であり、ニュートリノ天文学を開拓した天文学者でもある。東京大学や東海大学において教鞭を執った。
1987年、自らが設計を指導・監督したカミオカンデによって史上初めて太陽系外で発生したニュートリノの観測に成功した。この業績により、1989年に日本学士院賞を受賞し、2002年にはノーベル物理学賞を受賞した。
1997年に文化勲章を受章しており、日本学士院会員にも選任されている。
晩年は、ノーベル物理学賞の賞金などを基にして平成基礎科学財団を設立し、科学の啓蒙活動に取り組んだ。

### 経歴
- 1926年 - 陸軍歩兵大佐小柴俊男（千葉県館山市出身）と、農家の末娘はや（千葉県木更津市出身）の長男として愛知県豊橋市で出生。1歳の頃、東京府豊多摩郡大久保町西大久保（現：東京都新宿区大久保）に転居

- 1933年 - 東京市立大久保尋常高等小学校（現：新宿区立大久保小学校）入学
- 1939年3月 - 横須賀市立諏訪尋常高等小学校卒業
- 1939年 - 神奈川県立横須賀中学校（現：神奈川県立横須賀高等学校）入学（1年次に小児麻痺に罹患する）
- 1944年
  - 3月 - 同校卒業
  - 4月 - 東京明治工業専門学校（現：明治大学理工学部）入学（1945年1月に退学）
- 1945年4月 - 旧制第一高等学校（現：東京大学教養学部）入学
- 1948年4月 - 東京大学理学部物理学科入学
- 1951年
  - 3月 - 東京大学理学部物理学科卒業
  - 4月 - 東京大学大学院（旧制大学院）入学。理学修士。研究テーマは「原子核乾板による素粒子実験学」
- 1953年9月 - ロチェスター大学に留学
- 1955年6月 - ロチェスター大学でPh.D.を取得し、シカゴ大学研究員に就任
- 1959年 - 一時帰国し慶子と結婚（媒酌は朝永振一郎夫妻）し再び渡米、後に1男1女（俊と眞理）を儲ける
- 1962年 - アメリカ合衆国から帰国し、東京大学原子核研究所助教授に就任
- 1963年 - 東京大学理学部物理学科助教授に就任
- 1967年 - 東京大学理学博士。論文の題は「超高エネルギー現象の統一的解釈」
- 1970年3月 - 東京大学理学部教授に就任
- 1974年 - 東京大学理学部内に高エネルギー物理学実験施設（現・東京大学素粒子物理国際研究センター（ICEPP、全学センター））を設立、施設長・センター長を務める
- 1979年 - 陽子崩壊の検出を主目的に岐阜県神岡鉱山跡に「カミオカンデ」の建設を開始
- 1983年 - 「カミオカンデ」が完成し観測を開始
- 1987年 - 東海大学理学部教授に就任
- 1996年 - 「スーパーカミオカンデ」の登場により「カミオカンデ」稼働を停止
- 1997年3月 - 東海大学を退職
- 2002年1月23日− 「カミオカンデ」稼働再開
- 2003年 - 平成基礎科学財団を設立し理事長に就任
- 2020年11月12日 老衰のため死去[1]、94歳。死没日をもって正三位に叙される[2]

### その他役職
- 財団法人高エネルギー加速器科学研究奨励会評議員
- 財団法人日本宇宙少年団顧問
- 社団法人国際経済政策調査会理事
- 財団法人高松宮妃癌研究基金評議員
- 財団法人関信越音楽協会理事

## 学術賞

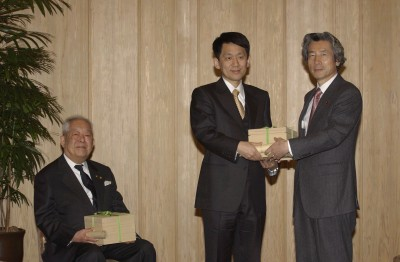
2003年2月7日、総理大臣官邸にて島津製作所フェロー田中耕一（中央）と共に内閣総理大臣小泉純一郎（右）から内閣総理大臣感謝状を受領

- 1987年 - 『超新星爆発に伴うニュートリノの検出』により、戸塚洋二（東京大学理学部）、須田英博（東京大学宇宙線研究所）と共に仁科記念賞を受賞。また、同業績に対し「神岡観測グループ（代表者 小柴昌俊）」に朝日賞が授与される。
- 1989年 - 日本学士院賞を受賞。
- 1997年 - フンボルト賞を受賞。
- 2000年 - レイモンド・デイヴィスと共にウルフ賞物理学部門を受賞。
- 2002年 - 「天体物理学とくに宇宙ニュートリノの検出に対するパイオニア的貢献」により、レイモンド・デイヴィスと共にノーベル物理学賞を受賞。ニュートリノ天文学という新しい学問分野を開拓した。
- 2003年 - レイモンド・デイヴィスと共にベンジャミン・フランクリン・メダルを受賞。

## 栄誉
- 1985年 - ドイツ電子シンクロトロン研究所 (DESY) における国際共同研究の業績により、ドイツ連邦共和国功労勲章大功労十字章
- 1997年 - 文化勲章
- 2002年 - 杉並区名誉区民、明治大学名誉博士[3]
- 2003年 - 勲一等旭日大綬章、東京都名誉都民
- 2005年 - 東京大学特別栄誉教授
- 2019年 - 東海大学特別栄誉教授[4]
- 2020年 - 叙正三位

## 小柴賞
財団法人高エネルギー加速器科学研究会では、小柴の業績を記念してその「奨励賞」に2003年度から「小柴賞」を設けた。

## 人物

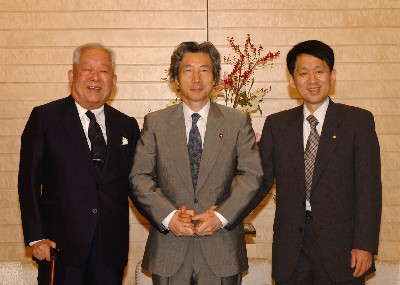
2002年10月11日、総理大臣官邸にて内閣総理大臣小泉純一郎（中央）、島津製作所分析計測事業部ライフサイエンスビジネスユニットライフサイエンス研究所主任田中耕一（右）と

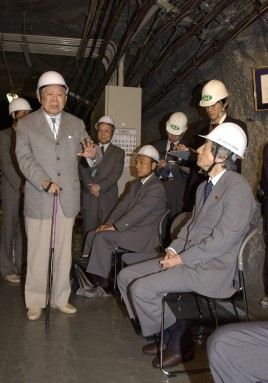
2003年8月27日、東京大学宇宙線研究所神岡宇宙素粒子研究施設にて内閣総理大臣小泉純一郎（右端）らと

幼少期は陸軍軍人か音楽家を目指していた。12歳の時に罹患した小児麻痺により、二つの夢を諦めることになったが、その入院中に担任から贈られたアインシュタインの本が物理学者を目指すきっかけとなった。
一高時代は成績が振るわなかったが、寮（当時の旧制高校は全寮制）の風呂場裏で彼を貶める教師の雑談を聞いてしまい一念発起、寮の同室の同級生（朽津耕三（現・東京大学理学部名誉教授））を家庭教師に物理の猛勉強を始め東京大学理学部物理学科へ入学。小柴が「やれば、できる」と言う由縁は自らの体験から生まれたものである。
天体力学を専門とする天文学者の古在由秀は大学時代からの友人である。そのためSN 1987Aからのニュートリノの検出に成功した時古在が編集委員を務めていた天文雑誌『星の手帖』編集長の阿部昭と『星の手帖』編集委員で天体写真家の藤井旭が小柴と古在の対談を企画した。この対談はニュートリノ検出の翌年である1988年に実現したが、結果的には、ニュートリノ検出の話よりも小柴と古在の学生時代の思い出話で盛り上がった。
自ら「奇人学者」と称し、「現場主義の研究者」としての立場を貫いている。東京大学卒業時の成績証明書を公開したことがあり、16教科のうち「優」は2（物理学実験第一と第二のみ）、「良」は10、「可」は4（原子物理学、物性論及び熱学など）であった。また、後進の教育・指導にも当たり、「私の研究を受け継いだ者の中からノーベル賞を受賞する研究を成し遂げる者があと2人は出るであろう」と発言した。実際にも彼の弟子の一人であった戸塚洋二はノーベル物理学賞の有力候補として注目されていたが、戸塚は2008年に亡くなり、受賞は叶わなかった。しかし、同じく弟子の一人である梶田隆章が2015年にノーベル物理学賞を受賞し、戸塚が生前果たせなかった悲願を実現させている。
東京大学理学部物理学科でも成績は振るわなかったが朝永振一郎に推薦状を書いてもらい、フルブライト奨学生としてアメリカ合衆国・ロチェスター大学博士課程へ留学。ロチェスター大学では留学生手当てが少なく生活が苦しかったが、博士号 (Ph.D.) を取得し博士研究員として大学に在籍すると給与が倍増されると聞き、1年8ヵ月で博士号を取得した。1年8ヵ月での博士号取得はロチェスター大学での最短記録であり、この記録は現在でも破られていない。
大学院生時代に、当時、神奈川県横須賀市にあった栄光学園にて物理の臨時講師を担当した。「この世に摩擦がなければどうなるのか。」との質問を生徒に出題。摩擦がないと鉛筆の先が滑って答案は書けない、それ故に正答は「白紙答案」。解答を記入すると不正解になる奇問・難問を出題した。

### 逸話
アメリカでの研究生活が長く、アメリカと日本の大学における研究の環境について「アメリカでは偉い先生が間違ったことを言っても、それはおかしいと言える環境がある。しかし日本では偉い先生が間違ったこと言っても、学生は萎縮してしまい何も言えない。」と答えている。
東京大学本郷キャンパスの理学部1号館には小柴昌俊のノーベル賞受賞を記念して「小柴ホール」が設置された。
研究室の学生たちからは、「親分」と呼ばれていた。

### 趣味・嗜好
趣味はクラシック音楽で、モーツァルト愛好家である。また、ゲームソフトの『ファイナルファンタジー』を好んでプレイしている。

### 家族・親族
- 妻は社会福祉法人仁生社江戸川病院創立者である加藤峰三郎の長女慶子(きょうこ)。
- 長男は香川大学工学部教授で材料工学者の小柴俊[12]。
- 長女は藤井眞理、孫は整形外科医の藤井亜美。
- 遠縁の親戚には石原慎太郎（政治家）、石原裕次郎（俳優）、石原伸晃（政治家）、石原良純（俳優）、斎藤友佳理（バレリーナ）がいる[13]。

## 主要論文
- νの実験(「Neutrino Astronomy」研究会報告) 素粒子論研究 1964年 30巻 3号 p.280-, doi:10.24532/soken.30.3_280_1
- Brawley stack 素粒子論研究 1966年 32巻 6号 p.F7- , doi:10.24532/soken.32.6_F7
- χ-baryon 1967年 35巻 3号 p.C25-, doi:10.24532/soken.35.3_C25
- 高エネルギ反応について(O(4)対称性などの研究会(第2回)報告) 素粒子論研究 1973年 47巻 6号 p.764-765, doi:10.24532/soken.47.6_764
- 陰・陽電子コライディングビーム 東京大学理学部弘報 1973年 5巻 4号 p.5-7, hdl:2261/27053
- 素粒子物理学国際協力施設 東京大学理学部弘報 1977年 9巻 2号 p.2-6, hdl:2261/27344
- 素粒子物理国際センターの発足 東京大学理学部弘報 1984年 16巻 1号 p.2-2, hdl:2261/27580
- 老いのくりごと 東京大学理学部弘報 1987年 18巻 4号 p.16-17, hdl:2261/27721
- 科学する楽しさ 日本科学教育学会年会論文集（会議録・要旨集）27 巻 (2003) p.1-2, doi:10.14935/jssep.27.0_1

## 著書
- 『ニュートリノ天文学の誕生 素粒子で宇宙をみる』講談社〈ブルーバックス B-792〉、1989年9月。ISBN 9784061327924。
  - 『ニュートリノ天体物理学入門 知られざる宇宙の姿を透視する』（改訂版）講談社〈ブルーバックス B-1394〉、2002年11月。ISBN 9784062573948。
- 『ようこそニュートリノ天体物理学へ』海鳴社、2002年11月。ISBN 9784875252115。
- 『心に夢のタマゴを持とう』講談社〈講談社文庫〉、2002年11月。ISBN 9784062736336。
- 『物理屋になりたかったんだよ ノーベル物理学賞への軌跡』朝日新聞社〈朝日選書 719〉、2002年12月。ISBN 9784022598196。
- 『やれば、できる。』新潮社、2003年1月。ISBN 9784104581016。
- 『やれば、できる。』新潮社〈新潮文庫 こ-33-1〉、2004年8月。ISBN 9784101070216。
- 『「本気」になって自分をぶつけてみよう』三笠書房、2006年12月。ISBN 9784837922186。
- 『ニュートリノの夢』岩波書店〈岩波ジュニア新書 646〉、2010年1月。ISBN 9784005006465。
- 『ニュートリノと私 not a miracle at all』PHP研究所、2014年8月。ISBN 9784569784083。

## 英訳書
- Tomonaga, Shin-ichiro『Quantum Mechanics』 Interscience Publishers（1962年、朝永振一郎 『量子力学 I、II』（みすず書房）の英訳本。現在入手不能）